# Monastero dei Santi Pietro e Paolo
Il monastero di Brugora con la chiesa dei Santi Pietro e Paolo è un edificio sacro, che si trova a Brugora (Montesiro), una frazione del comune di Besana in Brianza, in provincia di Monza e della Brianza.

## Storia
Si tratta di un antico monastero benedettino femminile, dedicato ai Santi Pietro e Paolo di architettura romanica unito ad un'antica chiesa, anch'essa dedicata ai Santi Pietro e Paolo.
La vita della località di Brugora è da sempre legata al complesso benedettino che, ufficialmente fondato nel dicembre 1102 per opera della famiglia Casati, ha probabilmente origini più antiche, anche paleocristiane.

## La chiesa
La facciata romanica della chiesa è a capanna ed è rivestita da irregolari blocchi di serizzo alternato a granito.
Chiude alla sommità con un timpano, delimitato alla base da uno sbalzo e sugli spioventi da sottili mensole. Al centro troviamo una grande finestra circolare.
Il portale ligneo dell'ingresso è unico, a due battenti, ciascuno suddiviso in sei rettangoli, al centro dei quali si ripete un altorilievo simmetrico rotatorio.
L'ingresso è reso più importante dalla doppia rientranza ottenuta da un primo archivolto esterno appoggiato a due candide pietre, che raffigurano i simboli dei quattro evangelisti, il Tetramorfo: a sinistra il volo dell'angelo San Matteo e il bove San Luca, a destra il leone alato San Marco e l'aquila San Giovanni.
L'arco alterna pietre a cuneo lisce a pietre raffiguranti animali deformi, un manovale, un volto barbuto e motivi ornamentali ad intreccio.
I motivi sono decisamente di stile romanico arcaico, cioè più antico con reperti provenienti da un edificio paleocristiano.
Fuori dall'arcata, a destra, una pietra raffigura un piccolo mostro strisciante: secondo la mitologia, il basilisco, serpente che uccideva con lo sguardo. Tutte queste figure, quest'ultima compresa, simboleggiano il male e dovevano incutere timore e paura alla popolazione.
La seconda arcata è sostenuta da due semi colonne sormontata da capitelli raffiguranti volti barbuti. È decorata da un motivo a foglie e colombe, il quale richiama la lavorazione bizantina. Troviamo tutti questi elementi decorativi anche nella Basilica di Sant'Ambrogio a Milano, nella basilica di San Michele Maggiore a Pavia e nella basilica di Sant'Abbondio a Como.
La chiesa è a navata unica sormontata da volte a crociera che hanno coperto le originali capriate. Originariamente le navate dovevano essere tre, le due laterali sono state abbattute. Questo fatto ha generato dei grossi problemi alla staticità della chiesa, per questo rinforzata con dei tiranti in acciaio.
Tutte le decorazioni sono d'impronta barocca. L'unico elemento originario della struttura è dato da una parete di controfacciata a spina di pesce, costituita da ciottoli alluvionali a vista. Accanto a questa un capitello con la parte posteriore di un animale alato.
La chiesa conventuale, interna, è stata per lungo tempo in totale stato di abbandono, essendo stata adibita addirittura a magazzino.
La vetrata con "Cristo Pantocratore" realizzata nel 2006 nel tondo sulla parete di fondo, è opera di Alberto Ceppi.
Alle pareti sono stati recuperati alcuni affreschi del XVI secolo.

## Gli affreschi
La chiesa contiene un importante ciclo di affreschi, restaurati.
La pala d'altare, oggi restaurata, era ricoperta da un dipinto di Daniele Crespi, l'Ultima cena, oggi conservata nella Pinacoteca di Brera a Milano.
Dopo il passaggio alla Pinacoteca di Brera, l'opera fu temporaneamente sostituita, sull'altare di Brugora, con un Crocifisso del Morazzone, oggi posta in un ambiente secondario, laterale alla chiesa dell'ex monastero.

## Attualità
Il monastero femminile, che fu soppresso il 15 settembre 1798, è attualmente sede della residenza per anziani "G. Scola".
Ogni anno in occasione della festa di san Pietro e Paolo, il 29 giugno, si tengono al monastero di Brugora, nella chiesa annessa, tradizionali manifestazioni popolari e religiose.
È possibile visitare il luogo sacro, l'antica architettura romanica della chiesa adiacente e gli affreschi interni, rivolgendosi alla residenza per anziani "G. Scola" o al comune di Besana in Brianza.